# ミュージックHEAVEN
ミュージックHEAVEN（ミュージック・ヘブン）は、テレビ埼玉（TVS）で2020年10月6日から2021年3月30日まで放送していた音楽番組。

## 概要
男性アーティストに特化した音楽番組で、ゲストを迎え、セクシーかつダイナミックなパフォーマンスを魅力あふれるライブやトークで盛り上がるとしている。

## 出演者
MC
- さらば青春の光

アシスタント
- YU-KI（Menkoiガールズ）

過去のアシスタント
- 優香にょふ

## ゲスト
2020年
| 回 | 放送日   | ゲスト                   |
| -- | -------- | ------------------------ |
| 1  | 10月6日  | B2takes!!                |
| 2  | 10月13日 | B2takes!!                |
| 3  | 10月20日 | BUZZ-ER.                 |
| 4  | 10月27日 | JaaBourBonz              |
| 5  | 11月3日  | 執事歌劇団               |
| 6  | 11月10日 | AIⓇPEN                   |
| ７ | 11月17日 | Super Break Dawn         |
| ８ | 11月24日 | THE SIXTH LIE            |
| ９ | 12月1日  | Emoteve                  |
| 10 | 12月8日  | Non Stop Rabbit          |
| 11 | 12月15日 | LUCK☆LIFE                |
| 12 | 12月22日 | 食べさせて! Cherry Party |
| 13 | 12月29日 | THIS VERY DAY            |

2021年
| 回 | 放送日  | ゲスト           |
| -- | ------- | ---------------- |
| 14 | 1月5日  | ZEROSTYLE        |
| 15 | 1月12日 | Snugs            |
| 16 | 1月19日 | WIN=W1N          |
| 17 | 1月26日 | N0NAME           |
| 18 | 3月2日  | Kara Kane        |
| 19 | 3月9日  | INTEGMA          |
| 20 | 3月16日 | anewhite         |
| 21 | 3月23日 | スクランブルガム |
| 22 | 3月30日 | Two Side         |

- 新型コロナウイルスの感染再拡大による2回目の緊急事態宣言発令を受けて、アーティストのブッキングが困難となり、スタッフ間での協議の結果、2021年2月中は放送休止となった[2]。

## 関連番組
- さらば青春の光がTaダ、Baカ、Saワギ

さらば青春の光がパーソナリティを務めるTBSラジオのラジオ番組 。『ミュージックHEAVEN』のスタッフが、せっかく東ブクロの誕生日をサプライズで祝おうと準備していたにもかかわらず、肝心の本番でグダグダになってしまったというエピソードから「せっかくテレビ埼玉」というコーナーが生まれた。様々なシチュエーションで、テレビ埼玉のスタッフがせっかくの準備を台無しにしてしまったエピソードをリスナーから募集する。2021年2月13日放送回をもって終了した。